# Frode Moen
Frode Moen (ur. 1 maja 1969 r.) – norweski narciarz klasyczny, specjalista kombinacji norweskiej, złoty medalista mistrzostw świata.

## Kariera
W Pucharze Świata Frode Moen zadebiutował 29 grudnia 1989 roku w Oberwiesenthal, zajmując 14. miejsce w zawodach metodą Gundersena. Tym samym w swoim debiucie zdobył od razu pucharowe punkty. W klasyfikacji generalnej sezonu 1988/1989 zajął ostatecznie 36. pozycję. Najlepsze wyniki w Pucharze Świata osiągnął w sezonie 1991/1992, który ukończył na siódmym miejscu. Swoje jedyne podium zawodów Pucharu Świta wywalczył rok wcześniej, w sezonie 1990/1991. Dokonał tego 15 marca 1991 roku w Oslo, kiedy zajął trzecie miejsce w Gundersenie.
W 1989 roku wystartował na Mistrzostwach Świata Juniorów w Vang, gdzie wspólnie z Fredem Børre Lundbergiem i Trondem Einar Eldenem wywalczył złoty medal w sztafecie. Nie startował jednak na igrzyskach olimpijskich ani mistrzostwach świata seniorów. W 1993 roku postanowił zakończyć karierę.

## Osiągnięcia

### Mistrzostwa świata juniorów
| Miejsce | Dzień    | Rok  | Miejscowość | Konkurencja          | Wynik zwycięzcy | Strata | Zwycięzca |
| ------- | -------- | ---- | ----------- | -------------------- | --------------- | ------ | --------- |
| 1.      | 18 marca | 1989 | Vang        | Sztafeta K-90/3x5 km | ?               | -      | -         |

### Puchar Świata

#### Miejsca w klasyfikacji generalnej
- sezon 1988/1989: 36.
- sezon 1989/1990: 19.
- sezon 1990/1991: 9.
- sezon 1991/1992: 7.
- sezon 1992/1993: 18.
- sezon 1993/1994: 50.

#### Miejsca na podium chronologicznie
| Nr | Data          | Miejscowość | Konkurencja          | Wynik zwycięzcy | Pozycja | Strata | Zwycięzca         |
| -- | ------------- | ----------- | -------------------- | --------------- | ------- | ------ | ----------------- |
| 1. | 15 marca 1991 | Oslo        | Gundersen K115/15 km | ?               | 3.      | ?      | Trond Einar Elden |